# Taufkirchen (bei München)

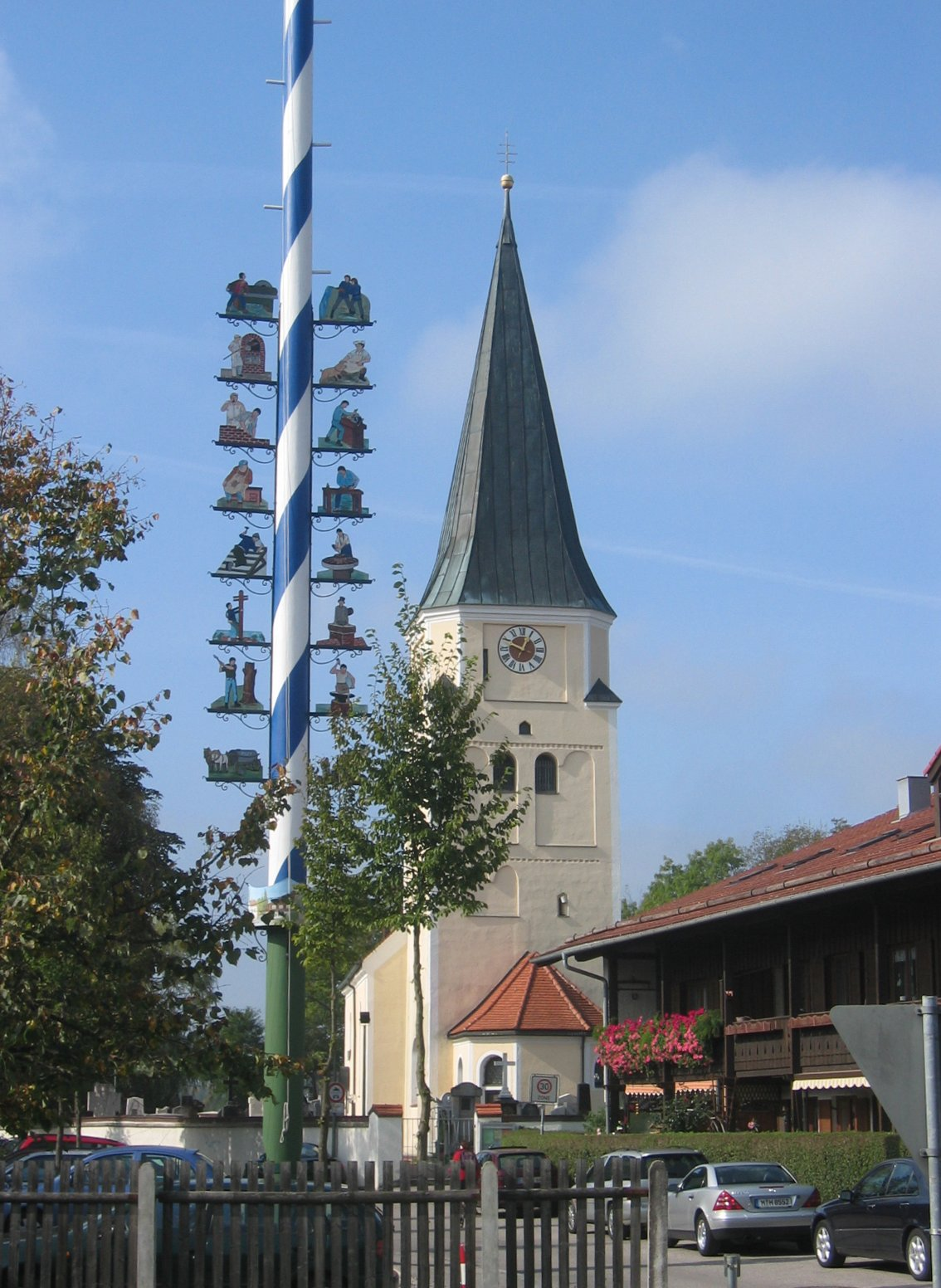
Pfarrkirche St. Johannes der Täufer

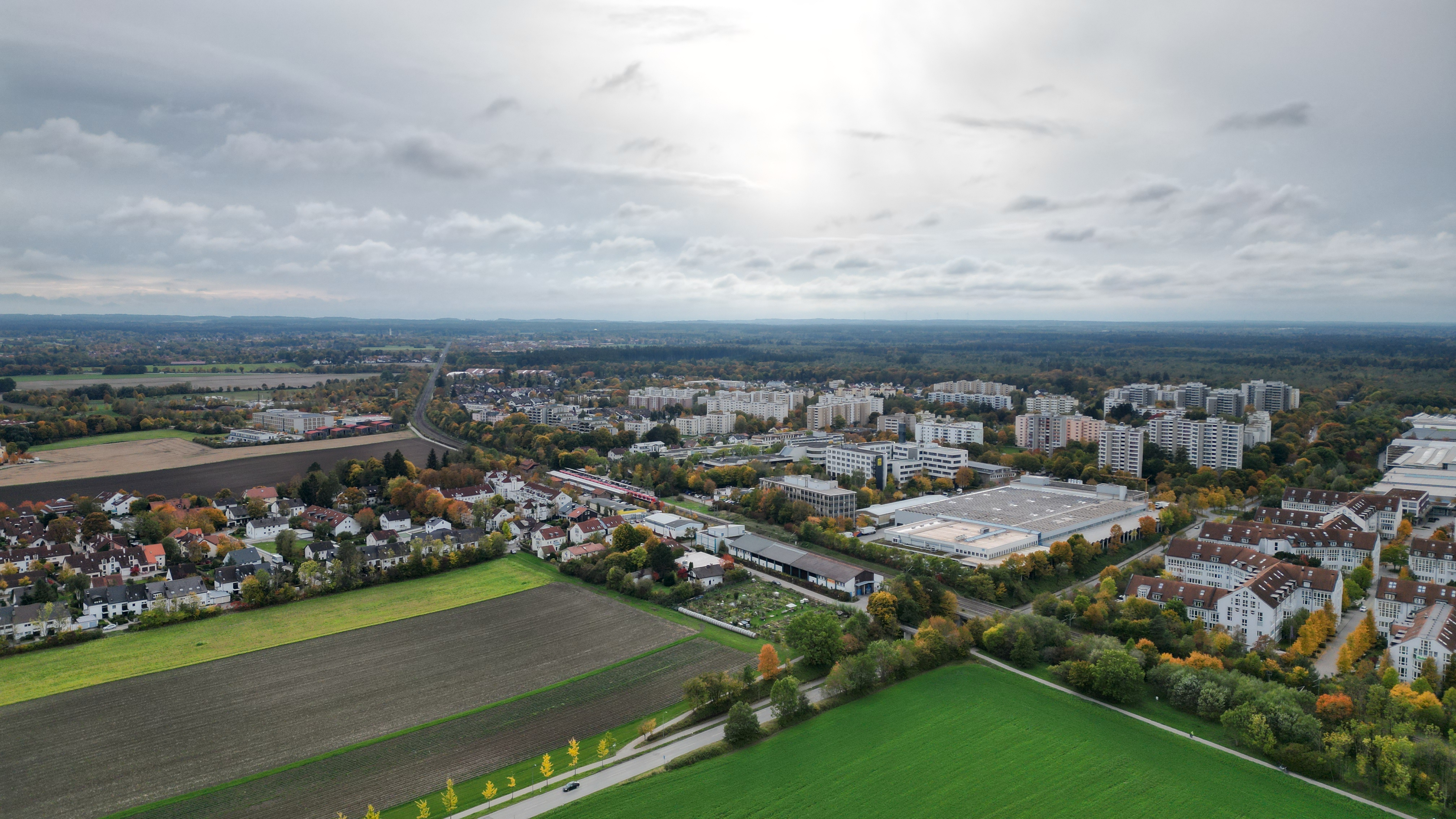
Luftbild der Siedlung „Am Wald“

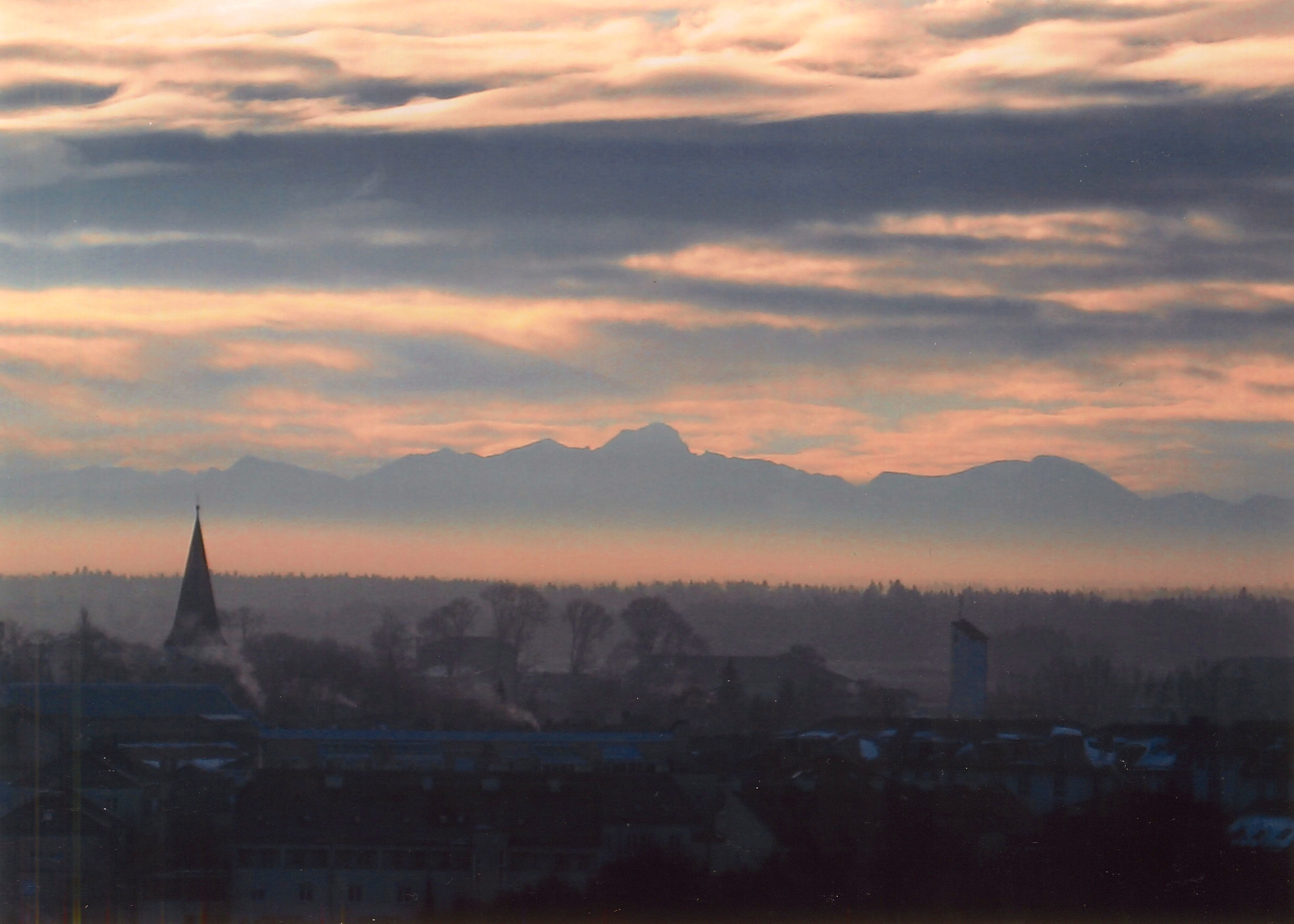
Taufkirchen. Morgenstimmung

Taufkirchen ist eine Gemeinde im oberbayerischen Landkreis München. Sie liegt acht Kilometer südlich vom Münchner Ortsrand zwischen Unterhaching und Oberhaching. Bedingt durch die Nähe zu München ist aus dem früheren Bauerndorf eine Vorstadt mit zahlreichen Gewerbegebieten und einer städtischen Struktur geworden. Taufkirchen gilt als weithin bekanntes Beispiel einer ländlichen Gemeinde, deren Gesamtbild in den 1970er Jahren durch große Wohnblocks und Wohnhochhäuser radikal verändert wurde.

## Geografie

### Lage
Taufkirchen liegt im Hachinger Tal und wird vom Hachinger Bach durchflossen, dem einzigen Fließgewässer, das in der Münchner Schotterebene versickert und unterirdisch weitergeführt wird.

### Gemeindegliederung
Die Gemeinde hat fünf Gemeindeteile (in Klammern ist der Siedlungstyp angegeben):
- Am Wald (Siedlung)
- Pötting (Weiler)
- Potzham (Dorf)
- Taufkirchen (Pfarrdorf)
- Winning (Dorf)

Bergham und Westerham wurden bis im Ortsverzeichnis von 1950 als Orte der Gemeinde aufgeführt.  Die Siedlung „Am Wald“ wurde erstmals im Ortsverzeichnis von 1991 genannt. Im Zuge der Gebietsreform von 1972 bis 1978 gab es keine Veränderungen der Gemeindestruktur.

### Natur
Folgende Schutzgebiete berühren das Gemeindegebiet:
- Landschaftsschutzgebiet LSG Perlacher und Grünwalder Forst einschließlich des Gleißentales (LSG-00534.01)
- Landschaftsschutzgebiet Hachinger Tal im Gebiet der Gemeinden Oberhaching und Taufkirchen (LSG-00600.01)
- Landschaftsschutzgebiet LSG Deisenhofener Forst  (LSG-00113.01)

## Geschichte

### Vorgeschichte bis Römerzeit
Schon vor rund 4500 Jahren haben Menschen im heutigen Gebiet der Gemeinde Taufkirchen gelebt. In und um Taufkirchen, vor allem südlich des Sport- und Freizeitparks, erfolgten 1994 Ausgrabungen aus der Jungsteinzeit (etwa 4500 bis 1800 v. Chr.), der Bronze- und Urnenfelderzeit (etwa 1800 bis 750 v. Chr.), der Hallstattzeit (etwa 800 bis 450 v. Chr.) und La-Tène-Zeit (etwa 750 bis 15 v. Chr.), der Römerzeit (15 v. Chr. bis 5. Jh. n. Chr.), Germanische Funde und Funde aus dem frühen Mittelalter (5. bis 8. Jh. n. Chr.) – auf den Kegelfeldern u. a. ein Gräberfeld der Glockenbecherkultur (um 2000 v. Chr.), der bislang früheste Nachweis einer Besiedlung im Hachinger Tal. Eine keltische Siedlung aus der Zeit 600 v. Chr. bis etwa Mitte 3. Jh. v. Chr. mit zahlreichen Wohn- und Speicherbauten, Zaunreihen, Vorrats- und Abfallgruben sowie Feuerstellen konnte rekonstruiert werden. Außerdem konnten die Überreste einer römischen villa rustica, einem nach römischem Vorbild erbauten Gutshof, freigelegt werden. Die Funde in Taufkirchen gehören zu den ältesten in Südbayern.

### Mittelalter bis zum Beginn der Neuzeit – Das Geschlecht der Taufkircher
Für Taufkirchen bei München ist der früheste Beleg »Tovkirchen« auf die Zeit zwischen 1148 und 1156 datiert. Eine Juditha hat ihre Tochter ins Kloster Weihenstephan gegeben, damit taucht der Name Taufkirchen erstmals auf. Die Pfarrkirche St. Johannes der Täufer in Taufkirchen wurde 1315 als Filialkirche von Oberhaching genannt. Das Geschlecht der Taufkircher bestimmte mehrere Jahrhunderte lang das Geschehen des Ortes. Möglicherweise war Juditha de Tovkirchen um die Mitte des 12. Jahrhunderts die erste Vertreterin des Adelsgeschlechts. Sicher nachgewiesen ist die Linie ab (dem titellosen Dorfadeligen) Hilprant Taufkircher, nach dem in Taufkirchen eine Straße und ein Gebäude benannt sind. Er ist ungefähr 1310 geboren, heiratete 1330 und starb 1381. Es gibt keinen dokumentarischen Hinweis darauf, dass Hilprant oder seine Nachfolger dem Ritterstand angehört hatten. Doch zeigt die in der Dorfkirche angebrachte Grabplatte ihn in Ritterrüstung. Hilprants Braut war Mechthild von und zu Weichs aus einem alten Hochadelsgeschlecht aus Weichs im Dachauer Land. Der Familie der Taufkircher gelang es, im Münchner Raum hohes Ansehen zu erringen. Um die Zeit der ersten Taufkircher bestand der Ort hauptsächlich aus einem einzigen Ökonomiebetrieb, dem Sedelhof, der der Versorgung des Geschlechts der Taufkircher diente.

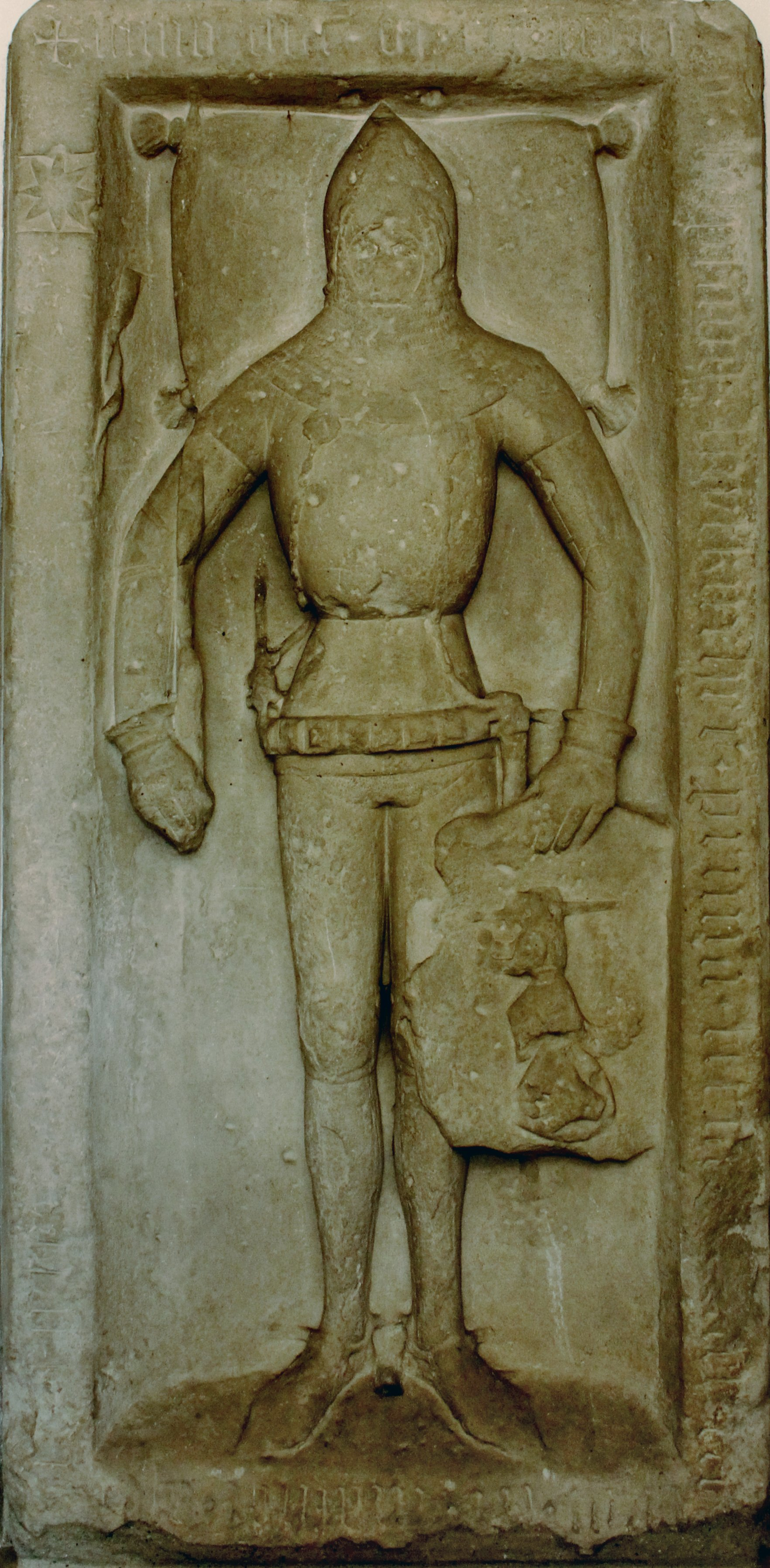
Grabplatte des Hilprant in Ritterrüstung in der Kirche St. Johannes

In der Zeit von Hilprant gab es in Taufkirchen eine Schranne, einen dörflichen Gerichtsplatz ohne eigene Rechtsprechung. Dort sprach ein Richter von Wolfratshausen Recht. Hilprants Sohn Gebhard war Abt des Klosters Tegernsee. Auch das Kloster Ebersberg wurde angeblich um 1343 von einem Taufkircher geleitet. Der zweite Sohn Hilprants, Conrad, war Richter in München. Er war es, der die aufwändige Grabplatte für seinen Vater in Ritterrüstung errichten ließ. Ein späterer Nachfahre Hilprants, Georg Taufkircher (1509–1580), wurde am Münchner Hof als Edelknabe erzogen und zu einer herausragenden Persönlichkeit. Als Hofjunker unterstanden ihm später die herzoglichen Pferde. Er zog als Offizier für Kaiser Karl V. in den Krieg und wird 1528 bei der Belagerung von Wien durch die Türken und 1530 beim Feldzug bei Nizza in Frankreich genannt. Er wurde Hofrat (Mitglied der obersten Justiz), Hofkammerrat (Finanzbehörde) und schließlich Geistlicher Rat. Als solcher wirkte er beim Herzog bei allen gegenreformatorischen Maßnahmen mit. Georg übergab 1544 sein Besitztum in Taufkirchen Herzog Wilhelm IV. Der Herzog stufte den Gerichtsbezirk zur Hofmark auf und übergab Georg die wesentlich größere Hofmark Höhenrain. Die Taufkircher wohnten in Taufkirchen in einem Herrenhaus mit Schlossanger (Obstgarten) unmittelbar nordöstlich der Kirche. Der Sitz wird von Philipp Apian 1585 als „arx“ (Burg oder Schloss) bezeichnet. In Taufkirchen ging die Herrschaft der Taufkircher 1544 zu Ende.

### 1544 bis 1808 Von der Hofmark zur Gemeinde
Der Ort war seit 1544 eine Hofmark, die bis 1560 der herzoglichen Verwaltung von Albrecht V. unterstand und von seinem Nachfolger 1592 dem Jesuitenkolleg München übergeben wurde. Gleichzeitig wird die Gemarkung stark um alle Ortsteile erweitert, die heute zu Taufkirchen gehören: Winning, Bergham, Potzham, Pötting und Westerham. Die Zahl der Höfe stieg von 17 auf 71. Jesuiten barockisierten die Kirche St. Johann. Nach Auflösung des Jesuitenordens 1773 fiel die Hofmark an den Landesherrn. Kurfürst Karl Theodor gab das Gebiet 1783 als „Komturei“ an seine Ordensgründung den bayerisch-englischen Zweig des Malteser- oder Johanniterorden. Komtur wurde Graf Joseph von Tauffkirchen. Der Ordenszweig blühte wohl nur bis 1808.
Taufkirchen wurde im Zuge der Verwaltungsreformen in Bayern 1818 eine selbständige politische Ruralgemeinde.

### 19. Jahrhundert ab der Gemeindegründung
In der Thomasnacht 1824 brach beim Festlbauer in Bergham ein Feuer aus. Der sich ausbreitende Großbrand vernichtete neun Anwesen. Die Choleraepidemie in München im Jahr 1854 forderte in Taufkirchen sechs Opfer. Im Deutsch-Französischen Krieg 1870/71 fielen zwei Männer aus Taufkirchen. In den 1880er und 1890er Jahren wurden der Feuerwehr-, Schützen- und der Burschenverein gegründet. Eine Genossenschaftsbrennerei wurde 1880 gegründet. 1898 erfolgte der Anschluss an die Eisenbahnstrecke München Ost–Deisenhofen. Im Jahr 1900 hatte Taufkirchen 623 Einwohner.

### 1900 bis 1945
Johann Schmelz und zehn weitere Personen gründeten 1910 in Taufkirchen einen Turnverein, der sich den Idealen von Friedrich Jahn verpflichtet sah. Der Turnverein bekam den Namen „Turnverein Hachinger Tal“. Die Mitglieder des Vereins kamen aus Taufkirchen, Unterhaching und weiteren Orten im Hachinger Tal. 1910 wurde das Kriegerdenkmal eingeweiht. Im Ersten Weltkrieg fielen 18 Männer aus der Gemeinde. In der Nachkriegszeit herrschte Arbeitslosigkeit, Not und politische Wirrnis. Im Juni 1935 eröffnete Adolf Hitler im Osten der Gemeinde während der Bürgermeisteramtszeit von Johann Bücherl das Autobahnteilstück München-Holzkirchen. Im Zweiten Weltkrieg fielen 89 Bürger von Taufkirchen oder wurden als vermisst erklärt. Taufkirchen wurde am 1. Mai 1945 für kurze Zeit von US-Soldaten besetzt.

### Nachkriegszeit
1946 noch vor Einsetzen des Flüchtlingsstroms waren zwei während des Krieges errichtete Behelfsheime mit 35 Parteien Münchner Ausgebombter besetzt. Die Gesamteinwohnerzahl war von 800 (1943) auf 1300 angewachsen. Die ersten Flüchtlinge aus den Ostgebieten des Deutschen Reiches erreichten Taufkirchen an Ostern 1946. Der Schulbetrieb wurde bis 1960 in zwei Schulzimmern abgewickelt, für die ersten vier Klassen im ersten Stock des früheren Gemeindeamts und für die Klassen fünf bis acht im ersten Stock des alten Schulhauses neben dem Friedhof am Hachinger Bach. In die erste Klasse kam 1946 21 Schüler, 6 einheimische und 15 Flüchtlingskinder. Die Flüchtlinge wurden auf Familien, vielfach auf Bauernhöfe, aufgeteilt. Bei einem Bauer in Winning wohnten mehrere Familien in einem Raum. Ihr persönlicher Bereich wurde durch Kreidestriche am Boden abgegrenzt. Bis Ende 1946 hatte Taufkirchen 245 ausgebombte Münchner und 415 Flüchtlinge, mehrheitlich aus dem Sudetenland, Schlesien und aus dem Egerland, aufgenommen und hatte jetzt 1460 Einwohner. Die Integration der Vertriebenen verlief nicht ohne Komplikationen.
1947 wurde eine SPD-Ortsgruppe gebildet. Diese erhielt bei der Landtagswahl 1950 knapp 40 %, die Bayernpartei 16 % und die CSU 14 % der Stimmen. Erst 1965 entstand ein CSU-Ortsverband. 1962 wurde der Sportverein Taufkirchen (SV) und 1971 im Ortsteil „Am Wald“ der Verein DJK (Deutsche Jugendkraft) gegründet. 1962 stellte die Bachmühle als letzte Mühle in Taufkirchen ihren Betrieb ein. 1961 zählte die Gemeinde erst 1601 Einwohner, davon 1172 im Hauptort, 214 in Potzham, 208 in Winning und 7 in Pötting.
Als Reaktion auf die große Wohnungsnot begannen in den 1960er Jahren Überlegungen zur Errichtung einer Großsiedlung westlich der Bahnlinie, die in einen Architekturwettbewerb und Bebauungsplan für den 100 Hektar großen neuen Gemeindeteil „Am Wald“ mündeten. Baubeginn war 1968. In den Folgejahren wurden in den Gemeindeteilen „Am Wald“ und „Heimgarten“ Zuzugsmöglichkeiten für 12.000 neuer Bürger geschaffen. 1971 erhielten die evangelischen Christen einen Kindergarten mit Gottesdiensträumen und später ein eigenes Pfarrzentrum sowie eine eigene Kirche. 1974 wurde das neue Rathaus eingeweiht, 1978 kam die Realschule dazu, 1986 das Museum Wolfschneiderhof und 1988 der Ritter-Hilprand-Hof. 1983 gründeten auch die Grünen einen eigenen Ortsverband. In den 1990er Jahren wurden 180 Asylbewerber aus den Balkankriegen im leerstehenden Jagdhof im Wald nahe dem Autobahnkreuz untergebracht. Ein Fernwärmekraftwerk, eine neue Feuerwache am Hachinger Bach sowie der Sportpark wurden errichtet.

### 21. Jahrhundert
Die Initiative „Lebenswertes Taufkirchen“ (ILT), seit 1996 im Gemeinderat, trat mit Erfolg für einen Bürgerentscheid gegen die weitere Bebauung ein. Speziell verhinderte man die Bebauung der Kegelfelder. Die ILT stellte 2008 den Bürgermeister, der 2012 seines Dienstes enthoben wurde. Nach jahrzehntelangen Bemühungen konnten 2015 die Feuchtwiesen am Hachinger Bach unter Naturschutz gestellt werden. 2012 wurde in Bahnhofsnähe eine türkisch-islamische Moschee eröffnet. Unter dem gegenwärtigen Bürgermeister Ullrich Sander erfuhren die kulturellen Veranstaltungen im Kultur- und Kongresszentrum des Ritter-Hilprand-Hofs fruchtbare Erweiterungen. Die staatliche Realschule Walter-Klingenbeck-Schule konnte 2016 neu errichtet und eröffnet werden. Auch zwei Kinderhäuser kamen hinzu. Das Einkaufszentrum Am Lindenring wird auf Beschluss des Gemeinderates ab 2017 durch größere Läden und neue Wohnungen erneuert.
2015 war gekennzeichnet durch den Zustrom von Flüchtlingen. Mehrere hundert fanden zunächst in der Turnhalle, danach in einer eigens errichteten Traglufthalle Unterkunft. Ein Helferkreis wurde gegründet. 2016 wurden an der Realschule 7 neue Häuser für jeweils 32 Asylbewerber errichtet.

## Religionen
Taufkirchen liegt im katholisch geprägten Oberbayern. Als zu Beginn der 1970er Jahre – bedingt durch den Neubau großer Wohnanlagen im Ortsteil Am Wald – die Einwohnerzahlen sprunghaft anstiegen, wurde in Taufkirchen neben der bisherigen Pfarrei St. Johannes der Täufer eine zweite katholische Pfarrei, St. Georg, errichtet. Zum 1. Januar 2013 wurden beide Pfarreien zum Pfarrverband Taufkirchen bei München zusammengefasst.
1971 entstand in Taufkirchen auch die erste evangelisch-lutherische Kirchengemeinde, die seit 1988 den Namen Jerusalemgemeinde trägt. 2012 wurde in Bahnhofsnähe eine türkisch-islamische Moschee eröffnet.

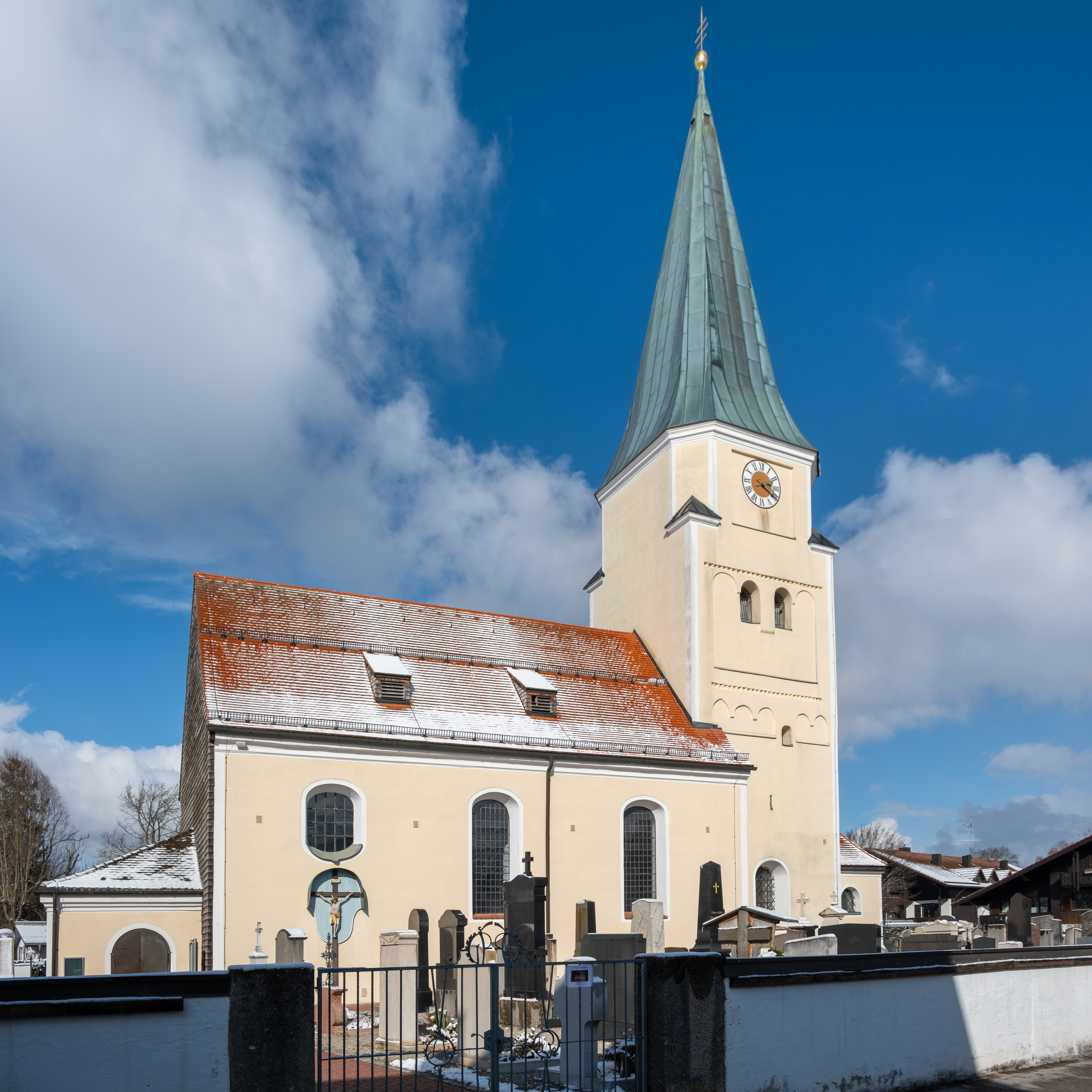
Katholische Kirche St. Johannes der Täufer
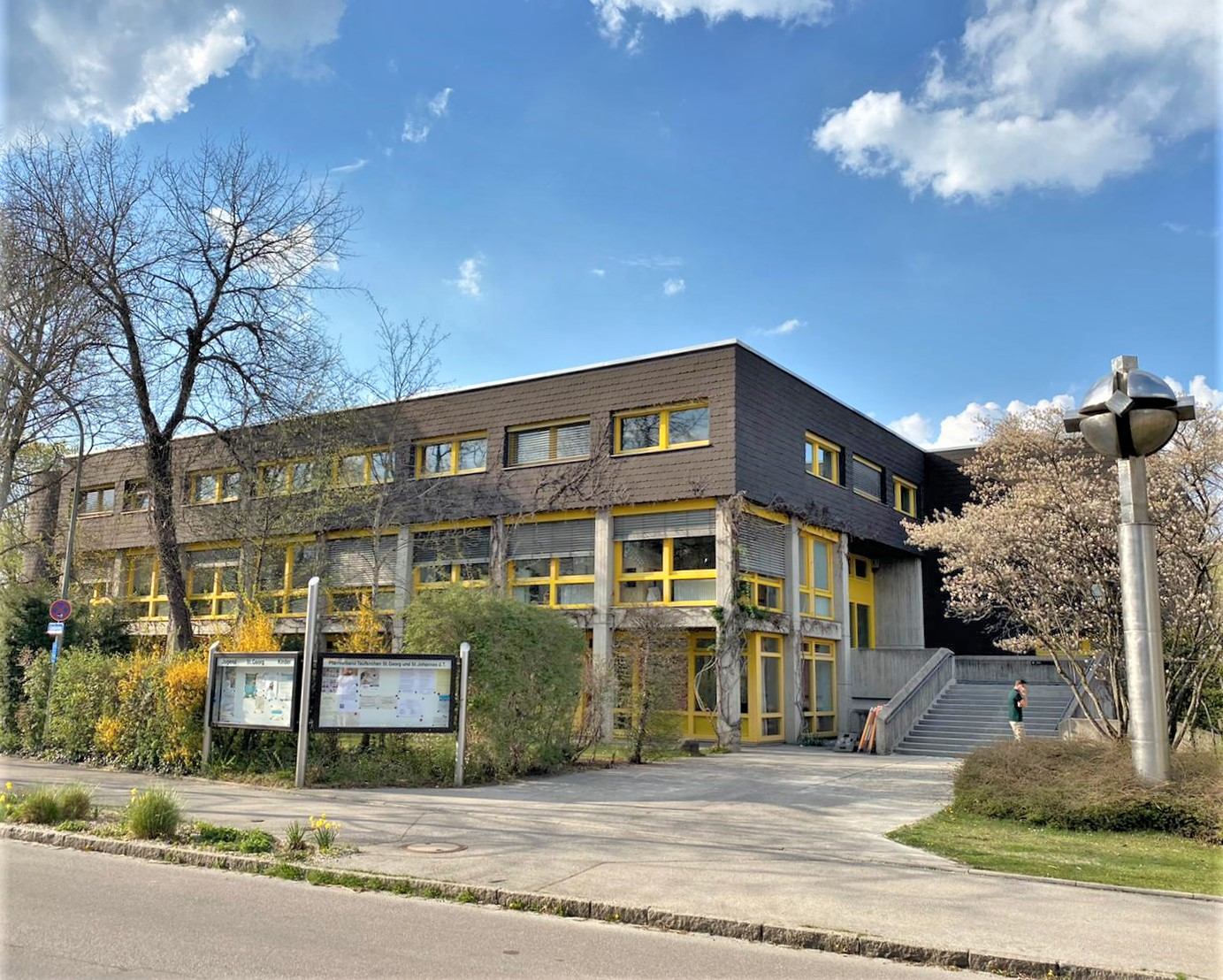
Katholische Kirche St. Georg
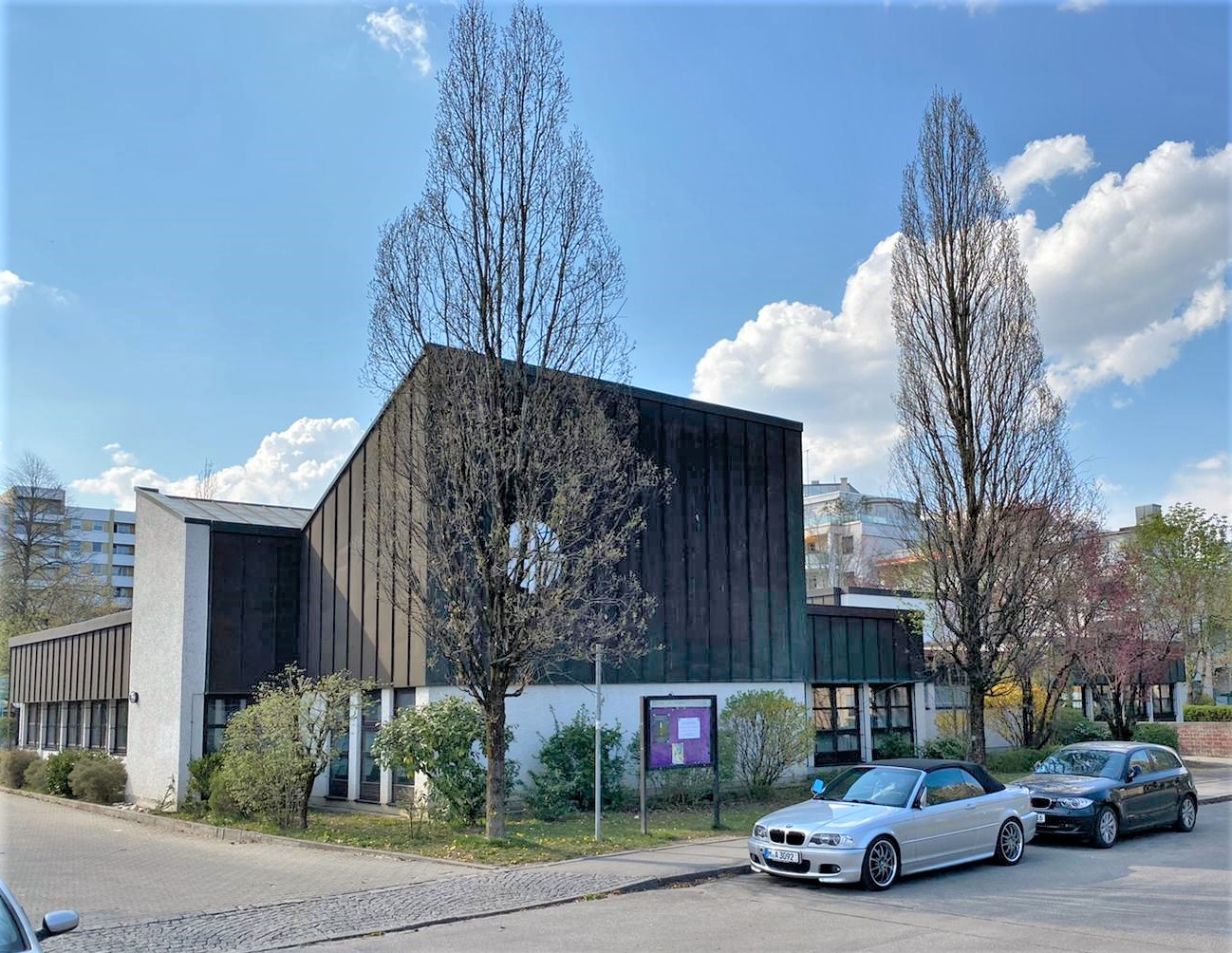
Evangelisch-Lutherische Jerusalemkirche

## Einwohnerentwicklung
Zwischen 1988 und 2018 wuchs die Gemeinde von 15.001 auf 18.035 um 3.034 Einwohner bzw. um 20,2 %.
| Jahr      | 1900 | 1961 | 1988   | 1991   | 1995   | 2005   | 2010   | 2015   | 2018   | 2020   | 2022   |
| --------- | ---- | ---- | ------ | ------ | ------ | ------ | ------ | ------ | ------ | ------ | ------ |
| Einwohner | 623  | 1601 | 15.001 | 15.989 | 16.191 | 17.761 | 17.696 | 17.947 | 18.035 | 17.954 | 18.207 |

## Politik

### Gemeinderat
Die Wahlen zum Gemeinderat am 15. März 2020 führten in Taufkirchen zu folgendem Ergebnis und zur Wahl der folgenden Kandidatinnen und Kandidaten:
- CSU – Stimmenanteil 35,8 % (+ 0,6 %p), neun Sitze (+ 1):
Christoph Götz, Julius Ammereller, Christiane Lehners, Hildegard Riedmaier, Paul Haberl, Thomas Vieweg, Michael Neumayer, Stefan Lechner, Johannes Müller
- Grüne – Stimmenanteil 25,1 % (+ 16,2 %p), sechs Sitze (+ 3):
David Grothe, Rudi Schwab, Robin Waldenbur, Gabi Zaglauer-Swoboda, Jutta Henkel, Thomas Hummel
- SPD – Stimmenanteil 17,5 % (− 5,5 %p), vier Sitze (− 1):
Rosemarie Weber, Alfred Widmann, Herbert Heigl, Lukas Hein
- FWG – Stimmenanteil 11,8 % (− 2,9 %p), drei Sitze (− 1):
Michael Lilienthal, Peter Hofbauer, Richard Schmidhammer
- ILT (Initiative Lebenswertes Taufkirchen) – Stimmenanteil 5,9 % (− 5,3 %p), ein Sitz (− 2):
Beatrice Brückmann
- FDP – Stimmenanteil 3,9 % (+ 1,7 %p), ein Sitz (± 0):
Maike Vatheuer-Seele

### Bürgermeister
- Erster Bürgermeister: Sander Ullrich (parteilos) – über CSU-Liste[25]
- Zweiter Bürgermeister: Lilienthal Michael (FWG)
- Dritter Bürgermeister: Lehners Christiane (CSU)[26]

### Wappen und Kommunikationslogo
| | Blasonierung: „In Schwarz der Rumpf eines rot bewehrten goldenen Löwen, der sich mit den beiden Vorderpranken ein silbernes Schwert durch das Maul stößt“ |
| Wappenbegründung: Die Gemeinde führt das Wappen des Geschlechts der Taufkircher. Dieses Wappen ist schon auf der Grabplatte des am 18. September 1381 verstorbenen Ritters Hilprand abgebildet. In der Gemeinde Taufkirchen wird das Wappen so gedeutet, dass der Löwe brüllend mit dem Schwert über der rechten Schulter zum Schlag ausholt. Für diese Deutung gibt es in den Dokumenten keinen Beleg. Wappenführung seit 1957 | |

Das 2015 neu eingeführte Kommunikationslogo der Gemeinde symbolisiert den Hachinger Bach als Lebensquell mit Bezug zur Gemeindegeschichte, St. Johannes als Namensgeberin, Baudenkmal und markantes Wahrzeichen des Ortsbildes, urbane Wohngebäude sowie Bürogebäude stellvertretend für den attraktiven Standort für Unternehmen. Eingerahmt werden die Elemente von Bäumen als Bekenntnis zur Natur, dem Einbezug des Namens der Siedlung „Am Wald“ und als Sinnbild für nachhaltiges, generationsübergreifendes Denken und Handeln.

### Gemeindepartnerschaften

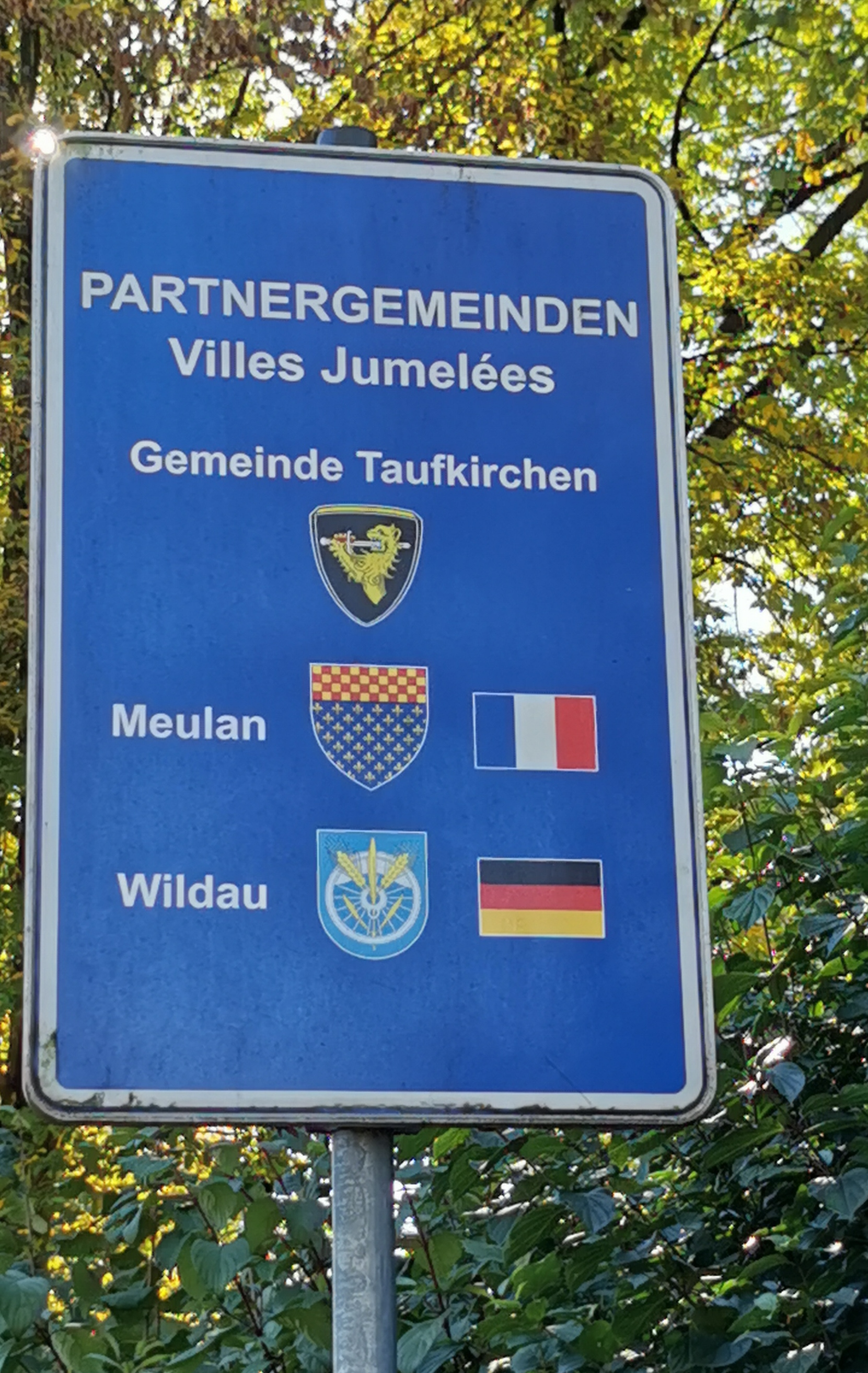
Hinweistafel zu den Partnergemeinden

Die Gemeinde pflegt eine Partnerschaft mit der französischen Gemeinde Meulan. Mit der Stadt Wildau in Brandenburg gibt es eine Verwaltungszusammenarbeit.

## Kultur und Sehenswürdigkeiten

### Bau- und Bodendenkmäler
Es gibt neun Baudenkmäler und neunzehn Bodendenkmäler in der Gemeinde.

### Museen

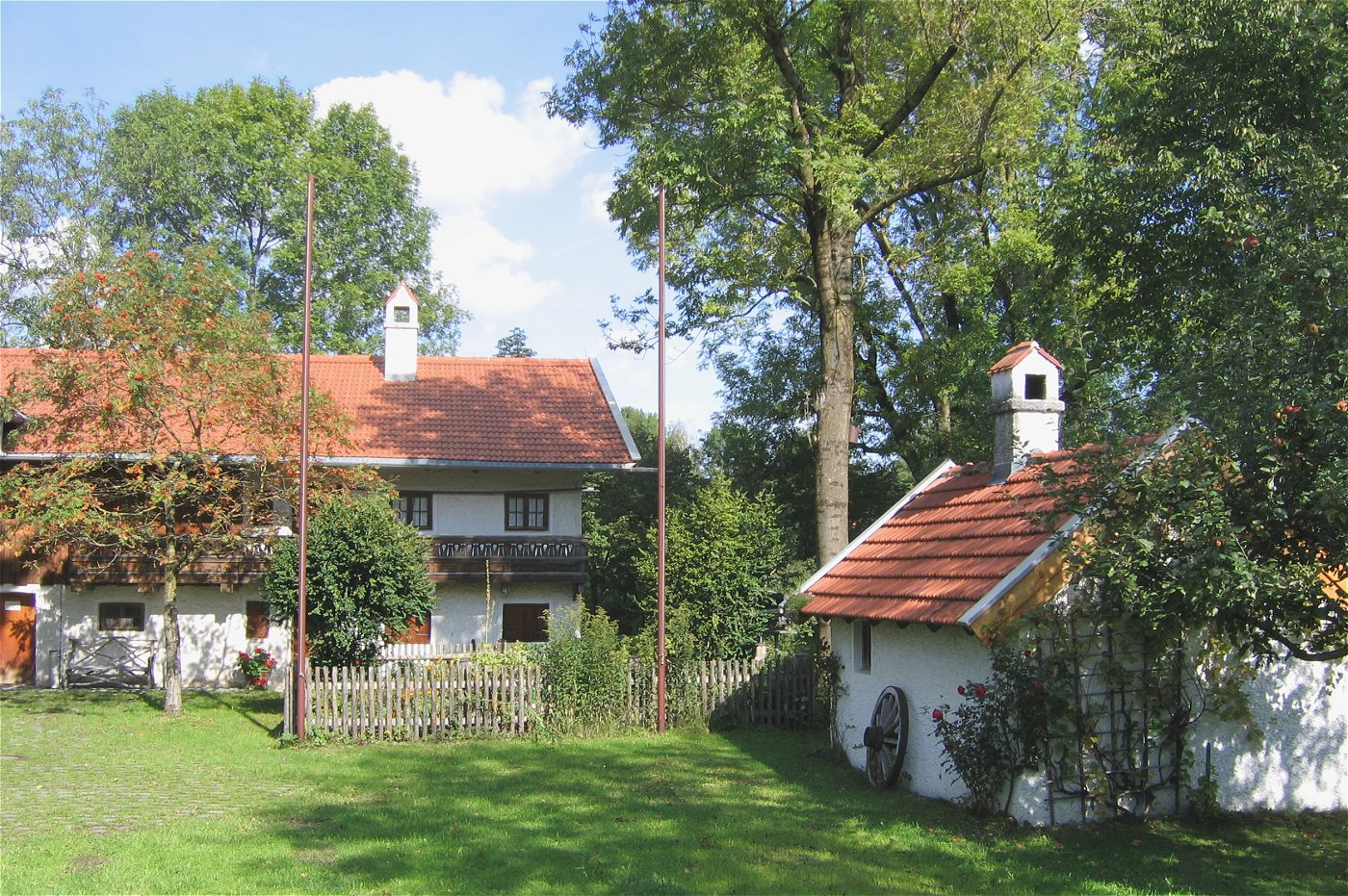
Wolfschneiderhof – Heimatmuseum

- Heimatmuseum im Wolfschneiderhof an der Münchener Straße
- Das Keltenhaus im Gelände des Sport- und Freizeitzentrums am Köglweg. Erinnert an den Fund von Gräbern aus der Keltenkultur.
- Der Eichenhain Taufkirchen am Gelände des Sport- und Freizeitzentrums am Köglweg ist ein Eichenarboretum und Testfeld für Klimawandelresistenz. Er umfasst eine Vielzahl nichtheimischer Eichenarten sowie den „Hain der geretteten Eichen“.[29]

### Sport
- Sportverein: Der SV-DJK Taufkirchen ist ein Mehrspartensportverein mit 17 Abteilungen.
- Schützengesellschaft „Fröhlicher Abend“ Taufkirchen 1881 e. V.[30]
- EHC 90 Taufkirchen[31]
- SV Inter Taufkirchen seit 2010

### Weitere Vereine
- Nachbarschaftshilfe Taufkirchen[32]
- Alt- und ehemalige Burschen Taufkirchen
- Blaskapelle Taufkirchen[33]
- Bund Naturschutz OG Taufkirchen[34]
- Burschenverein „Fröhlich Frisch auf“[35]
- Krieger- und Soldatenkameradschaft
- Förderverein „Freunde des Wolfschneiderhofes in Taufkirchen“ e. V.[36]
- Caritas Beratungsstelle f. Eltern, Kinder u. Jugendliche, Soziale Beratungsstelle, Sozialzentrum[37]
- Deutscher Alpenverein[38]
- Fischerverein Hachinger Grund[39]

## Wirtschaft und Infrastruktur

### Verkehr
Taufkirchen liegt an der Bahnstrecke München Ost–Deisenhofen, die von der S-Bahn-Linie S3 befahren wird. 
| Linie | Linienverlauf |
| ----- | --- |
| S3    | Mammendorf – Malching – Maisach – Gernlinden – Esting – Olching – Gröbenzell – Lochhausen – Langwied – Pasing – Laim – Hirschgarten – Donnersbergerbrücke – Hackerbrücke – Hauptbahnhof – Karlsplatz (Stachus) – Marienplatz – Isartor – Rosenheimer Platz – Ostbahnhof – St.-Martin-Straße – Giesing – Fasangarten – Fasanenpark – Unterhaching – Taufkirchen – Furth – Deisenhofen – Sauerlach – Otterfing – Holzkirchen |

### Bus
Taufkirchen wird durch elf Regionalbuslinien des Münchner Verkehrs- und Tarifverbunds erschlossen.
| Linie | Linienverlauf                                                                                           | Verkehrsunternehmen       |
| ----- | --- | ------------------------- |
| X200  | Ostbahnhof (U S) – Taufkirchen, Lilienthalstraße                                                        | Geldhauser                |
| X203  | Furth (S) – Taufkirchen, Hugo-Junkers-Straße – Putzbrunn – Haar (S) – Heimstetten (S)                   | Geldhauser und Ettenhuber |
| 210   | Brunnthal, Zusestraße – Ottobrunn – Neuperlach Süd (U S)                                                | Ettenhuber                |
| 214   | Riemerling, Altenheim – Ottobrunn (S) – Hohenbrunn                                                      | Ettenhuber                |
| 216   | Taufkirchen, Hugo-Junkers-Straße – Höhenkirchen-Siegertsbrunn (S) – Brunnthal – Hofolding – Faistenhaar | Ettenhuber                |
| 220   | Brunnthal, Zusestraße – Winning – Unterhaching (S) – Sankt-Quirin-Platz (U) – Giesing (U S)             | Ettenhuber                |
| 222   | Neuperlach Süd (U S) – Brunnthal Nord – Deisenhofen (S) – Höllriegelskreuth (S)                         | Geldhauser                |
| 224   | Unterhaching, Schule – Unterhaching (S) – Taufkirchen – Deisenhofen (S) – Oberhaching, Kugler Alm       | Geldhauser                |
| 225   | Taufkirchen (S) – Bergham – Potzham                                                                     | Geldhauser und Watzinger  |
| 241   | Haar (S) – Ottobrunn (S) – Taufkirchen (S) – Taufkirchen, Friedhof                                      | Ettenhuber                |
| 244   | Taufkirchen, Hugo-Junkers-Straße – Höhenkirchen-Siegertsbrunn (S) – Brunnthal – Sauerlach (S)           | Ettenhuber                |

### Straßenverkehr
Die Bundesautobahnen 995 (AS 3) und 8 (AS 94) sowie die Bundesstraßen 13 und 471 binden die Gemeinde an das Regional- und Fernstraßennetz an.

### Ansässige Unternehmen
In Taufkirchen sind mehr als 1000 Unternehmen ansässig, vom Freiberufler und Kleingewerbetreibenden über mittelständische Unternehmen bis hin zu international tätigen Konzernen. So befindet sich z. B. der Firmensitz des international tätigen Rüstungskonzern Hensoldt auf Taufkirchner Gemeindegebiet. Auch das IKEA-Möbelhaus München-Brunnthal und der Hagebaumarkt stehen zum überwiegenden Teil in Taufkirchen. Das Groß- und Einzelhandelsunternehmen Kaut-Bullinger verlegte 1992 den Firmensitz auf das 16.500 m² große Verwaltungs- und Logistikzentrum.
Der Einzelhandel in Taufkirchen konzentriert sich vor allem auf die Einkaufszentren westlich des S-Bahnhofes (Eschen- und Lindenpassage), die Rathausarkaden am Köglweg sowie die Münchner Straße. Nicht zuletzt durch die jenseits der Gemeindegrenze entstandenen Gewerbegebiete – mit den dort angesiedelten Filialen großer Handelsketten – ist der Einzelhandel in Taufkirchen in Bedrängnis geraten.
Als Interessensvertretung der Handwerker, Händler und Dienstleister ist der Gewerbering Taufkirchen e. V. tätig, der regelmäßige Informationsveranstaltungen und Gewerbeschauen organisiert und die Kommunikation seiner Mitglieder mit den Bürgern und Institutionen Taufkirchens fördert.
Die Energieversorgung in Taufkirchen wird unter anderem durch die BioEnergie Taufkirchen gewährleistet.

### Freizeit und Unterhaltung
Im März 2017 eröffnete die Jochen Schweizer Arena München, ein Erlebnispark in Taufkirchen.

### Sport
2021 bewarb sich die Gemeinde zusammen mit dem Landkreis München und der Gemeinde Oberhaching als Host Town für die Gestaltung eines viertägigen Programms für eine internationale Delegation der Special Olympics World Summer Games 2023 in Berlin. 2022 wurde sie als Gastgeberin für Special Olympics Gibraltar ausgewählt. Damit wurde sie Teil des größten kommunalen Inklusionsprojekts in der Geschichte der Bundesrepublik mit mehr als 200 Host Towns.

### Bildung
In Taufkirchen liegt der Ludwig Bölkow Campus.
Taufkirchen verfügt über zwei Grundschulen, eine Mittelschule, die Realschule Walter-Klingenbeck-Schule, sowie eine Volkshochschule. Gymnasien befinden sich in den Nachbargemeinden Ober- und Unterhaching.

### Pflege
Das Diakoniewerk Hohenbrunn betreibt in Taufkirchen eine stationäre Pflegeeinrichtung, die Seniorenwohnanlage „Am Hachinger Bach“. Neben einem kommunalen Anbieter betreiben auch private weitere derartige Einrichtungen.

## Persönlichkeiten
- Jenefer Riili (* 1992), deutsche TV-Darstellerin und Influencerin